# AFC Champions League 2005
De AFC Champions League 2005 was de derde editie van dit voetbaltoernooi voor clubteams dat jaarlijks door de Asian Football Confederation (AFC) wordt georganiseerd.
Titelhouder was Al-Ittihad Djedda uit Saoedi-Arabië en zij wisten de titel te prolongeren door in de finale over twee wedstrijden Al Ain FC, de winnaar van 2003, uit de Verenigde Arabische Emiraten te verslaan (1-1, 2-4). Met de eindoverwinning kwalificeerde Al-Ittihad Djedda zich tevens voor het wereldkampioenschap voetbal voor clubs 2005.

## Deelname
Het was de tweede editie waarin volgens de ‘nieuwe visie’ van de AFC werd gespeeld. De veertien beste/sterkste landen mochten (elk twee) deelnemers in de Champions League laten meespelen. Ook de beide finalisten van de AFC Cup 2004, twee Syrische clubs, mochten deelnemen. De twee clubs van Bahrein werden uitgesloten van deelname. Titelhouder Al-Ittihad Djedda was de 29e club die deelnam.
Centraal- en West-Azië
 Irak,  Iran,  Koeweit,  Oezbekistan,  Qatar,  Saoedi-Arabië,  Syrië,  Verenigde Arabische Emiraten
Oost-Azië
 China,  Indonesië,  Japan,  Thailand,  Vietnam,  Zuid-Korea

## Wedstrijden

### Groepsfase
Titelhouder Al-Ittihad Djedda was tot de kwartfinale vrij gesteld van spelen. In de deze fase moesten 28 clubs in zeven groepen van vier strijden voor de overige zeven plaatsen in de kwartfinale.
Speeldata
1e wedstrijd: 9 maart
2e wedstrijd: 15 en 16 maart
3e wedstrijd: 6 april
4e wedstrijd: 19 en 20 april
5e wedstrijd: 10 en 11 mei
6e wedstrijd: 25 mei

#### Groep A
| # | Club                | AW | W | G | V | PTN | V-T  |
| - | ------------------- | -- | - | - | - | --- | ---- |
| 1 | PAS Teheran         | 6  | 5 | 1 | 0 | 16  | 12-4 |
| 2 | Al-Salmiya Koeweit  | 6  | 3 | 0 | 3 | 9   | 8-9  |
| 3 | Al-Rayyan           | 6  | 2 | 1 | 3 | 7   | 6-7  |
| 4 | Al-Shourta Bagdad * | 6  | 0 | 2 | 4 | 2   | 2-8  |

| Club               | PAS | RAY | SAL | SHO |
| ------------------ | --- | --- | --- | --- |
| PAS Teheran        |     | 2-1 | 5-0 | 1-0 |
| Al-Rayyan          | 1-2 |     | 2-1 | 2-0 |
| Al-Salmiya Koeweit | 0-1 | 2-0 |     | 3-1 |
| Al-Shourta Bagdad  | 1-1 | 0-0 | 0-1 |     |

 * Al-Shourta Bagdad speelde zijn thuiswedstrijd tegen PAS Teheran in Zarka en zijn thuiswedstrijden tegen Al-Salmiya en Al-Rayyan in Amman, Jordanië 

#### Groep B
| # | Club              | AW | W | G | V | PTN | V-T  |
| - | ----------------- | -- | - | - | - | --- | ---- |
| 1 | Al Ain FC         | 6  | 4 | 1 | 1 | 13  | 13-6 |
| 2 | Sepahan FC        | 6  | 3 | 2 | 1 | 11  | 10-6 |
| 3 | Al-Shabab Riyad   | 6  | 3 | 1 | 2 | 10  | 7-7  |
| 4 | Al-Wahda Damascus | 6  | 0 | 0 | 6 | 0   | 5-16 |

| Club              | AIN | SEP | SHA | WAH |
| ----------------- | --- | --- | --- | --- |
| Al Ain FC         |     | 3-2 | 3-0 | 3-0 |
| Sepahan FC        | 1-1 |     | 1-0 | 2-0 |
| Al-Shabab Riyad   | 1-0 | 1-1 |     | 3-1 |
| Al-Wahda Damascus | 2-3 | 1-3 | 1-2 |     |

#### Groep C
| # | Club                 | AW | W | G | V | PTN  | V-T  |
| - | -------------------- | -- | - | - | - | ---- | ---- |
| 1 | Al-Sadd Doha         | 6  | 4 | 0 | 2 | 12   | 8-6  |
| 2 | FK Neftchi Fergona * | 6  | 3 | 0 | 3 | 9    | 8-7  |
| 3 | Al-Kuwait Kaifan     | 6  | 2 | 1 | 3 | 7 ** | 5-6  |
| 4 | Al-Ahli Dubai        | 6  | 2 | 1 | 3 | 7 ** | 8-10 |

| Club               | AHL         | KUW | NEF | SAD |
| ------------------ | ----------- | --- | --- | --- |
| Al-Ahli Dubai      |             | 3-3 | 3-0 | 2-1 |
| Al-Kuwait Kaifan   | 1-0         |     | 1-0 | 0-1 |
| FK Neftchi Fergona | 3-0 (r) *** | 1-0 |     | 2-0 |
| Al-Sadd Doha       | 2-0         | 1-0 | 3-2 |     |

* FK Neftchi Fergona speelde de thuiswedstrijd tegen Al-Kuwait Kaifan in Tasjkent
** Rangschikking op basis onderling resultaat
*** Reglementaire uitslag; Al-Sadd Doha kwam niet opdagen

#### Groep D
| # | Club               | AW | W | G | V | PTN | V-T  |
| - | ------------------ | -- | - | - | - | --- | ---- |
| 1 | Al-Ahli Djedda     | 6  | 5 | 0 | 1 | 15  | 18-5 |
| 2 | Pakhtakor Tasjkent | 6  | 3 | 0 | 3 | 9   | 9-8  |
| 3 | Al-Zawra Bagdad *  | 6  | 2 | 1 | 3 | 7   | 6-13 |
| 4 | Al-Jaish Damascus  | 6  | 1 | 1 | 4 | 4   | 7-14 |

| Club               | AHL | JAI | PAK | ZAW |
| ------------------ | --- | --- | --- | --- |
| Al-Ahli Djedda     |     | 3-1 | 3-0 | 5-1 |
| Al-Jaish Damascus  | 0-4 |     | 0-2 | 0-0 |
| Pakhtakor Tasjkent | 2-1 | 4-1 |     | 1-2 |
| Al-Zawra Bagdad    | 1-2 | 1-5 | 1-0 |     |

 * Al-Zawra Bagdad speelde zijn drie thuiswedstrijden in Tripoli (Libanon) 

#### Groep E
| # | Club                    | AW | W | G | V | PTN  | V-T  |
| - | ----------------------- | -- | - | - | - | ---- | ---- |
| 1 | Shenzhen Jianlibao      | 6  | 4 | 1 | 1 | 13 * | 9-3  |
| 2 | Suwon Samsung Bluewings | 6  | 4 | 1 | 1 | 13 * | 14-3 |
| 3 | Júbilo Iwata            | 6  | 3 | 0 | 3 | 9    | 11-4 |
| 4 | Hoàng Anh Gia Lai       | 6  | 0 | 0 | 6 | 0    | 1-25 |

| Club                    | HOA | JUB | SHE | SUW |
| ----------------------- | --- | --- | --- | --- |
| Hoàng Anh Gia Lai       |     | 0-1 | 0-2 | 1-5 |
| Júbilo Iwata            | 6-0 |     | 3-0 | 0-1 |
| Shenzhen Jianlibao      | 5-0 | 1-0 |     | 1-0 |
| Suwon Samsung Bluewings | 6-0 | 2-1 | 0-0 |     |

 * Rangschikking op basis onderling resultaat 

#### Groep F
| # | Club                | AW | W | G | V | PTN | V-T  |
| - | ------------------- | -- | - | - | - | --- | ---- |
| 1 | Shandong Luneng     | 6  | 6 | 0 | 0 | 18  | 15-2 |
| 2 | Yokohama F. Marinos | 6  | 4 | 0 | 2 | 12  | 10-4 |
| 3 | PSM Makassar        | 6  | 1 | 1 | 4 | 4   | 4-14 |
| 4 | BEC Tero Sasana     | 6  | 0 | 1 | 5 | 1   | 3-12 |

| Club                | BEC | PSM | SHA | YOK |
| ------------------- | --- | --- | --- | --- |
| BEC Tero Sasana     |     | 0-1 | 0-4 | 1-2 |
| PSM Makassar        | 2-2 |     | 0-1 | 0-2 |
| Shandong Luneng     | 1-0 | 6-1 |     | 2-1 |
| Yokohama F. Marinos | 2-0 | 3-0 | 0-1 |     |

#### Groep G
| # | Club                | AW | W | G | V | PTN | V-T  |
| - | ------------------- | -- | - | - | - | --- | ---- |
| 1 | Busan I'Park        | 6  | 6 | 0 | 0 | 18  | 25-0 |
| 2 | Krung Thai Bank FC  | 6  | 3 | 0 | 3 | 9   | 5-9  |
| 3 | Persebaya Soerabaja | 6  | 1 | 1 | 4 | 4 * | 2-10 |
| 4 | Binh Dinh Qui Nhon  | 6  | 1 | 1 | 4 | 4 * | 2-15 |

| Club                | BIN | BUS | KRU | PER |
| ------------------- | --- | --- | --- | --- |
| Binh Dinh Qui Nhon  |     | 0-4 | 1-2 | 0-0 |
| Busan I'Park        | 8-0 |     | 4-0 | 4-0 |
| Krung Thai Bank FC  | 0-1 | 0-2 |     | 1-0 |
| Persebaya Soerabaja | 1-0 | 0-3 | 1-2 |     |

 * Rangschikking op basis onderling resultaat 

### Kwartfinale
De heenwedstrijden werden op 14 september gespeeld, de terugwedstrijden op 21 september.
| Team 1          | Tot.   | Team 2             | 1e wedstr. | 2e wedstr. |
| --------------- | ------ | ------------------ | ---------- | ---------- |
| Shandong Luneng | 3-8    | Al-Ittihad Djedda  | 1-1        | 2-7        |
| Al-Ahli Djedda  | 3-4    | Shenzhen Jianlibao | 2-1        | 1-3 nv     |
| Busan I'Park    | 5-1    | Al-Sadd Doha       | 3-0        | 2-1        |
| Al Ain FC       | 4-4 u) | PAS Teheran        | 1-1        | 3-3        |

### Halve finale
De heenwedstrijden werden op 28 september gespeeld, de terugwedstrijden op 12 oktober.
| Team 1             | Tot. | Team 2       | 1e wedstr. | 2e wedstr. |
| ------------------ | ---- | ------------ | ---------- | ---------- |
| Al-Ittihad Djedda  | 7-0  | Busan I'Park | 5-0        | 2-0        |
| Shenzhen Jianlibao | 0-6  | Al Ain FC    | 0-6        | 0-0        |

### Finale
De heenwedstrijd werd op 26 oktober gespeeld, de terugwedstrijd op 5 november.
| Team 1    | Tot. | Team 2            | 1e wedstr. | 2e wedstr. |
| --------- | ---- | ----------------- | ---------- | ---------- |
| Al Ain FC | 3-5  | Al-Ittihad Djedda | 1-1        | 2-4        |